# Det Kgl. Museum for Nordiske Oldsager
Det Kgl. Museum for Nordiske Oldsager (også kaldet Oldnordisk Museum) blev åbnet for offentligheden i 1819 og indgik 1892 i Nationalmuseet.
Museet havde sin baggrund i Oldsagskommissionen, der blev oprettet ved kongelig resolution 22. maj 1807. En del oldsager blev indsendt til kommissionen og fra 1816 blev disse administreret af kommissionens nyansatte sekretær, Christian Jürgensen Thomsen. Samlingen havde oprindelig hjemme i Københavns Universitetsbiblioteks lokale på Trinitatis kirkeloft bag Rundetårn og blev i 1819 åbnet for offentligheden. I 1832 flyttede museet til Christiansborg Slot og senere rykkede den til Prinsens Palæ. Ved oprettelsen af Nationalmuseet ved kongelig resolution af 28. december 1892 udgjorde samlingerne fra museet for nordiske oldsager en grundstamme.